# Österreichisches Archäologisches Institut
L'Österreichisches Archäologisches Institut, abbreviato ÖAI, è un istituto austriaco di ricerca archeologica.

## Storia
Venne fondato nel 1898 da Otto Benndorf, che ne fu anche il primo direttore: in questo periodo vennero condotti scavi a Efeso in Turchia, e furono aperte altre sedi a Smirne e ad Atene, oltre a nuovi scavi condotti nel Peloponneso e nella stessa Austria a Carnuntum. Dopo la prima guerra mondiale e il crollo dell'impero asburgico, l'istituto ridusse le sue attività e la sede di Smirne venne chiusa. Nel 1935 fu inserito nell'Università di Vienna e dopo l'annessione dell'Austria del 1938, fu riunito al Deutsches Archäologisches Institut tedesco.
Dopo la seconda guerra mondiale per un certo periodo continuò ad operare nell'ambito dell'Università di Vienna. Sviluppò la propria attività con scavi a Magdalensberg in Carinzia (1948) e con la ripresa degli scavi di Efeso (1955), giungendo a riaprire la sede ateniese nel 1964 e ad aprirne una nuova al Cairo (1973) con scavi a Avaris. Dal 1981 è stato nuovamente distaccato come istituto autonomo direttamente sottoposto al ministero della ricerca.

## Pubblicazioni
L'istituto pubblica dal 1901 gli Sonderschriften des Österreichischen Archäologischen Instituts, e dal 1932 le Jahreshefte des Österreichischen Archäologischen Instituts in Wien. Nel 1991 ha dato vita alla collana monografica Berichte und Materialien des Österreichischen Archäologischen Instituts, e dieci anni dopo degli Ergänzungshefte zu den Österreichischen Jahresheften.

## Direttori
- 1898-1907: Otto Benndorf
- 1907-1909: Robert von Schneider
- 1910-1933: Emil Reisch
- 1934-1949: Camillo Praschniker
- 1949-1956 Josef Keil
- 1959-1969: Fritz Eichler
- 1969-1994: Hermann Vetters
- 1994-2006: Friedrich Krinzinger
- 2007-2009: Johannes Koder
- dal 2009: Sabine Ladstätter